# Oficina Central de Seguridad del Reich
La Oficina Central de Seguridad del Reich (en alemán: Reichssicherheitshauptamt, abr. RSHA) fue un departamento gubernamental de la Alemania nazi que existió durante la Segunda Guerra Mundial, encargado de la seguridad del Estado. Oficialmente era un organismo que dependía del Ministerio del Interior, pero a efectos prácticos fue una mera organización controlada por las SS. La RSHA fue creada por el Reichsführer-SS Heinrich Himmler el 27 de septiembre de 1939, resultante de la fusión de la Gestapo, el Sicherheitsdienst (SD), la Sicherheitspolizei (SiPo) y la Kriminalpolizei (KriPo). El organismo fue disuelto al final de la guerra, en mayo de 1945.

## Historia

### Formación
La RSHA fue creada por Heinrich Himmler el 27 de septiembre de 1939, poco después del comienzo de la Segunda Guerra Mundial. El que Himmler asumiera el control total de todas las fuerzas policiales y de seguridad en Alemania fue un «requisito crucial» para el establecimiento y el crecimiento de un «Estado controlado por las SS». El Reichsführer-SS combinó el Sicherheitsdienst (SD; 'Servicio de Seguridad', el servicio de inteligencia de las SS) con la Sicherheitspolizei (SiPo; 'Policía de Seguridad'), que nominalmente se encontraba bajo jurisdicción del Ministerio del Interior. La SiPo, a su vez, estaba compuesta por la Geheime Staatspolizei (Gestapo; 'Policía Secreta del Estado') y la Kriminalpolizei (Kripo; 'Policía Criminal'). La RSHA solía abreviarse como «RSi-H» para evitar confusiones con la SS-Rasse- und Siedlungshauptamt (RuSHA; 'Oficina de Raza y Asentamiento de las SS').
La creación de la RSHA formalizó, al más alto nivel, la relación a través de la que el Servicio de Seguridad (SD) sirvió como agencia de inteligencia de la Policía de Seguridad (SiPo), con una coordinación similar en las oficinas locales. En la propia Alemania y las zonas ocupadas que quedaron bajo administración civil, las oficinas locales de la Gestapo, la Policía Criminal (KriPo) y el SD quedaron formalmente separadas. Estos organismos quedaron sujetos bajo la coordinación de los inspectores de la Policía de Seguridad y el SD; en la práctica, una de las principales funciones de las unidades locales del SD fue ejercer el papel de organismo de inteligencia de las unidades locales de la Gestapo. Por otro lado, en los territorios ocupados bajo administración militar, la relación formal entre las unidades locales de la Gestapo, la Policía Criminal y el SD era aún más estrecha.

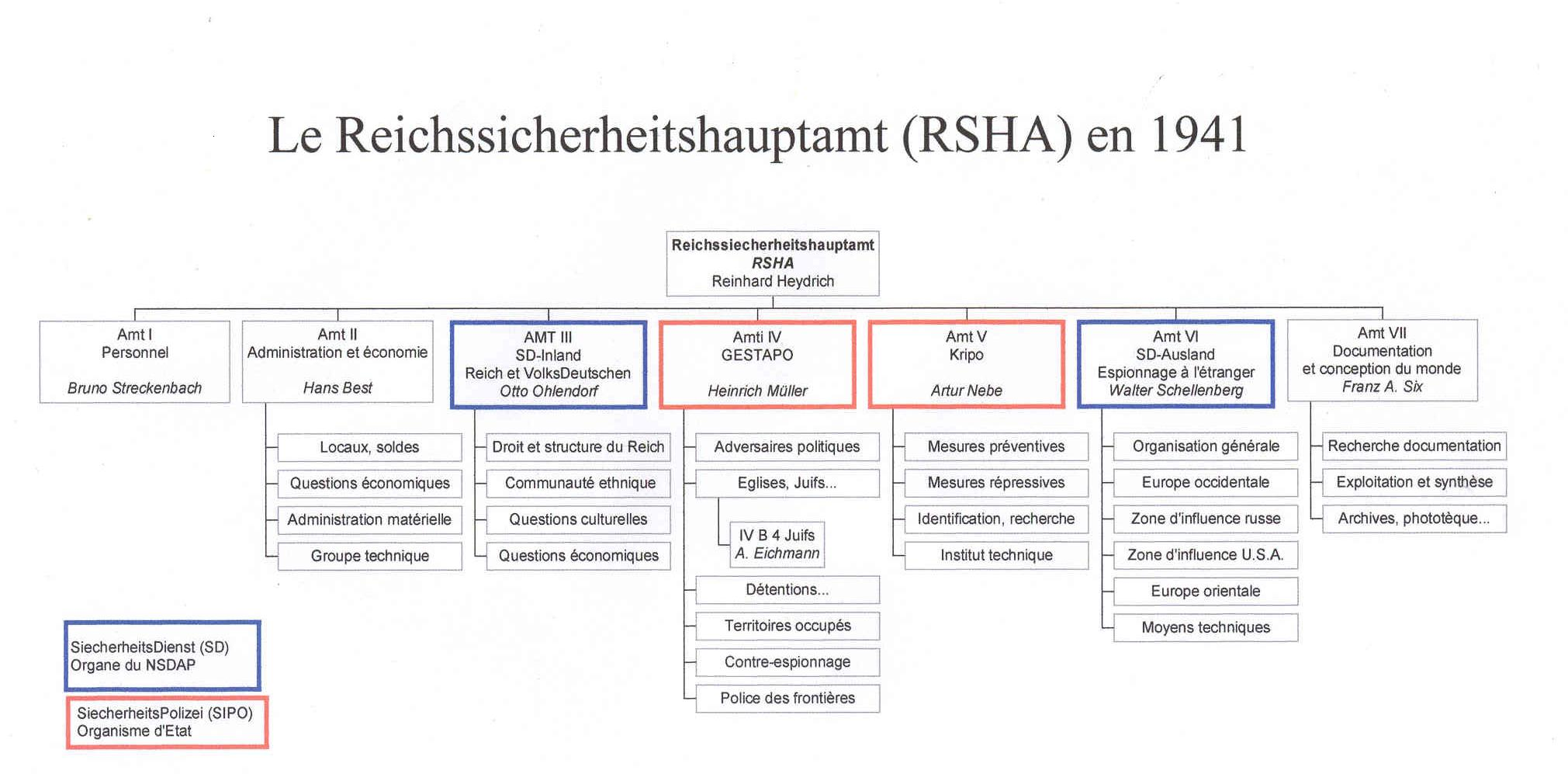
Organigrama de la estructura y organización de la RSHA en 1941.

A medida que la guerra iba avanzando, la RSHA continuó aumentando su tamaño a un enorme ritmo y fue reorganizada en repetidas ocasiones. La reorganización rutinaria que se produjo durante la contienda no cambió la tendencia a la centralización administrativo-burocrática que predominó en el Tercer Reich. Para la RSHA, su centralidad en la Alemania nazi se vio aún más pronunciada desde departamentos como la Gestapo —que formaba parte de la RSHA— y su adjunto, el SS-Obergruppenführer y general de la Policía: Reinhard Heydrich. Los oficiales y dirigentes de la RSHA tenían el poder de decidir sobre vida y muerte para casi todos los alemanes y, en esencia, se encontraban por encima de la ley.
Heydrich se mantuvo como jefe de la RSHA hasta que fue asesinado en 1942 por la operación britano-checoslovaca. Después de un corto período en que asumió el mando de forma temporal, en enero de 1943, Himmler le entregó el puesto al SS-Obergruppenführer y general de la Policía, Ernst Kaltenbrunner, que lideraría el RSHA durante el resto del conflicto. El acrónimo que empleaba la RSHA para referirse a su director fue «CSSD»: Chef der Sicherheitspolizei und des SD ('Jefe de la Policía de Seguridad y del Servicio de Seguridad').

### Funciones de la RSHA
La RSHA controlaba los servicios de seguridad de la Alemania nazi y el Partido Nacionalsocialista Obrero Alemán (NSDAP). Sus actividades incluían la recogida de información, la investigación criminal, la supervisión de los extranjeros, el seguimiento de la opinión pública y el adoctrinamiento nazi. Su deber declarado era encontrar y eliminar a los «enemigos del Reich». Las listas de «enemigos» incluían a judíos, comunistas, masones, pacifistas y activistas cristianos. Además de hacer frente a los enemigos identificados, la RSHA abogó por políticas expansionistas para el Reich y la germanización de nuevos territorios a través del asentamiento. El Plan General del Este (Generalplan Ost), que implicaba el desplazamiento de habitantes mediante programas de limpieza étnica o bien mediante su asesinato para así obtener suficiente espacio vital, fue diseñado por funcionarios de la RSHA, además de otros organismos nazis.
De acuerdo con el historiador alemán Klaus Hildebrand, la RSHA estuvo «particularmente preocupada por las cuestiones raciales». Una orden emitida por la RSHA el 20 de mayo de 1941 demuestra abiertamente su complicidad absoluta para el exterminio sistemático de los judíos, ya que la orden incluía instrucciones para bloquear la emigración de cualquiera de los judíos que intentaran salir de Bélgica o Francia, como parte de la «inminente Solución Final de la cuestión judía». Además de bloquear la inmigración, la RSHA, trabajando codo a codo con la Asociación de Judíos de Alemania controlada por Adolf Eichmann, engañó deliberadamente a aquellos que todavía vivían en Alemania y otros países prometiéndoles una buena vivienda, atención médica y alimentos en Theresienstadt —gueto que servía como lugar de concentración y estación de paso hacia centros de exterminio como Auschwitz-Birkenau— si entregaban sus activos a la RSHA a través de un falso plan de compra de viviendas.
La RSHA también supervisaba los Einsatzgruppen, los escuadrones de la muerte que acompañaban a las fuerzas de invasión del Heer de la Wehrmacht en la Europa Oriental. En su rol como servicio de seguridad nacional y del NSDAP, la RSHA se centró en coordinar actividades entre diferentes agencias que tenían amplias responsabilidades dentro del Reich. En ciertas ocasiones, los comandantes de las unidades Einsatzgruppen y Einsatzkommando eran también oficiales de la Oficina Central I de la RSHA que estaban adscritos a determinadas regiones en las que operaban estos grupos especiales.
Parte de los esfuerzos de la RSHA fueron alentar a otras naciones —en su mayoría ocupadas por los alemanes— para que entregaran o atrajeran a sus judíos a la jurisdicción alemana, una tarea que dependía de la sección de Eichmann en lo que se refería a los «judíos procedentes de Eslovaquia, Hungría, Croacia y Rumanía». La entrada de Alemania en la guerra dio a la RSHA la potestad de poder actuar como intermediario en áreas que se extendían mucho más allá del Reich, algo que se prestaba a resolver «situaciones de emergencia» y otros objetivos como la «Solución Final».

## Organización
Desde su creación, la RSHA estuvo dividida en siete departamentos (o Ämter):
La Amt I: encargada de Personal y Organización para el conjunto del RSHA.
La Amt II: encargada de Administración, Leyes y Finanzas; esta unidad estuvo encabezada, desde el principio hasta julio de 1940, por el Dr. Werner Best, y posteriormente por el SS-Standartenführer Hans Nockemann, por Siegert y el SS-Standartenführer Josef Spacil. Tuvo varias subsecciones:
- IIA: locales, sostenimientos, sueldos y contabilidad.
- IIB: cuestiones económicas, relaciones con el Ministerio de Justicia, detenidos y transporte de detenidos.[nota 2]
- IIC: administración material de los servicios SiPo-SD.
- IID: grupo técnico, en particular del servicio automovilístico.

La Amt III: correspondía al Servicio de Seguridad Interior (Inland-SD) y estuvo comandada por el SS-Gruppenführer Otto Ohlendorf durante toda la contienda. Asimismo, estaba de supervisar los asuntos étnicos relacionados con alemanes residentes fuera de las fronteras alemanas de la preguerra, además de ciertas materias de cultura. Este servicio contó con una plantilla de entre 300 y 400 funcionarios divididos entre cuatro grupos, a excepción de la Sección SDI («Investigación de Adversarios»), absorbida por la Gestapo desde la creación de la RSHA. La Amt III dirigía la inmensa red de indicadores que operaban en Alemania:
- IIIA: cuestiones relativas al Derecho y a la estructura del Reich. También elaboraba informes periódicos sobre la opinión general y la actitud de la población.
- IIIB: problemas relativos a la «comunidad étnica» (Volksgemeinschaft) del Reich, minorías étnicas, raza, salud pública.
- IIIC: cuestiones culturales, ciencia, educación, artes, prensa, informes sobre las círculos religiosos.[nota 3]
- IIID: cuestiones económicas, vigilancia de la industria y de los industriales, abastecimientos, mano de obra, comercio, etc.
- Grupo G: manipulaba a los «agentes Honorarios» (espionaje de la alta sociedad alemana).

La Amt IV correspondía a la Gestapo, dirigida por el SS-Gruppenführer Heinrich Müller. Este organismo ejercía el poder ejecutivo (derecho de detención) en materia política. El servicio central tenía empleados unos 1500 agentes. Sus atribuciones fueron la búsqueda de los adversarios del régimen y su represión. Constaba de seis grupos:
- IVA: adversarios del nazismo,[nota 4] contrasabotaje y medidas de seguridad general. El grupo IVA llegó a incluir hasta seis subgrupos.
- IVB: actividad política de las iglesias católicas y protestante, sectas religiosas, judíos, francmasones. Estaba dividida en cinco subgrupos.[nota 5]
- IVC: internamiento de protección, detenciones preventivas, prensa, asuntos del NSDAP, formación de expedientes, fichas.
- IVD: territorios ocupados por Alemania y trabajadores extranjeros en Alemania. Contaba con un subgrupo, el IVD4.[nota 6]
- IVE: contraespionaje, contaba seis subgrupos.[nota 7]
- IVF: Policía de Fronteras y Policía de Extranjeros, encargados también de pasaportes y documentos de identidad.

A partir de 1941, el jefe del Amt IV dispuso la creación de un grupo suplementario, independiente, el Referat N, que supervisaba la centralización de los informes. Aunque experimentó numerosas transformaciones internas durante la guerra, la organización y las atribuciones de la Amt IV siguieron siendo las mismas siempre.
La Amt V, correspondiente a la Kriminalpolizei (KriPo), estuvo encabezada por el SS-Gruppenführer Arthur Nebe desde el comienzo de la guerra hasta el 20 de julio de 1944, y posteriormente asumió mando el SS-Standartenführer Panzinger. La Policía Criminal estuvo encargada de investigar crímenes comunes de carácter grave, tales como el asesinato, violaciones, incendios premeditados, robos, hurtos, etc. Tenía una nómina de 1200 agentes, divididos en cuatro grupos:
- VA: Policía Criminal y medidas preventivas.
- VB: Policía Criminal represiva, encargada de crímenes y delitos.
- VC: Identificación e investigaciones.
- VD: Instituto técnico criminal de la Policía de Seguridad (SiPo), unión de la Gestapo y la KriPo.

La Amt VI: correspondía al Servicio de Seguridad Exterior (Ausland-SD), dirigida inicialmente por Heinz Jost hasta el 22 de junio de 1941, y luego por el SS-Brigadeführer Walter Schellenberg. Este departamento desarrollaba tareas de inteligencia en el exterior, principalmente espionaje en países aliados y neutrales. Su servicio central tuvo una nómina entre 300 y 500 agentes según las épocas, divididos inicialmente en seis grupos y posteriormente en ocho:
- VIA: organización general del Servicio de Información. Control del trabajo de las secciones del SD, aunque esta atribución le fue eliminada en 1941.
- VIB: dirección del trabajo de espionaje en Europa occidental, con tres subgrupos: VIB1 (Francia), VIB2 (España y Portugal) y VIB3 (Norte de África).
- VIC: espionaje en la zona de influencia soviética.[nota 8]
- VID: espionaje en la zona de influencia estadounidense.
- VIE: espionaje en la Europa oriental.
- VIF: medios técnicos necesarios en el conjunto del Amt VI. El jefe de esta sección fue Alfred Naujocks.[nota 9] Esta sección hizo acuñar moneda falsa en los talleres especiales del subgrupo VIW1.

El Amt VI utilizaba gran número de sociedades en el extranjero y manejaba millares de agentes. En 1942 crearon el grupo VIG, encargado de aprovechar todas las informaciones científicas, y el Grupo S, encargado de la preparación y la ejecución del sabotaje material, moral y político, bajo el mando del SS-Standartenführer Otto Skorzeny.
La Amt VII: Archivo y Registro, dirigido por el profesor Franz Six. Aparte de su tarea de mantener al día las bases de datos y el archivo de documentación, era responsable de desarrollar tareas de carácter «ideológico», entre las que se incluía la preparación y difusión de propaganda antisemita y antimasónica. Estaba dividida en tres secciones:
- VIIA: recogida y centralización de documentos.
- VIIB: aprovechamiento de la documentación, establecimiento de síntesis, notas biográficas, comentarios, escritos, etc.
- VIIC: centralización de Archivos, conservación del museo, de la Biblioteca y del Archivo fotográfico para el conjunto del RSHA.

## Directores de la RSHA
| # | Imagen | Nombre              | Inicio                   | Final               | Notas                                                                          |
| - | ------ | ------------------- | ------------------------ | ------------------- | ------------------------------------------------------------------------------ |
| 1 |        | Reinhard Heydrich   | 27 de septiembre de 1939 | 4 de junio de 1942  | Muerto a consecuencia de la Operación Antropoide.                              |
| - |        | Heinrich Himmler    | 4 de junio de 1942       | 30 de enero de 1943 | Director transitorio. Después de la guerra se suicidó (23 de mayo de 1945).    |
| 3 |        | Ernst Kaltenbrunner | 30 de enero de 1943      | 12 de mayo de 1945  | Ahorcado el 16 de octubre de 1946, bajo sentencia en los Juicios de Núremberg. |